# Comuna Makiivka, Nosivka
Makiivka (în ucraineană Макіївка) este o comună în raionul Nosivka, regiunea Cernihiv, Ucraina, formată din satele Makiivka (reședința) și Pustotîne.

## Demografie
Componența lingvistică a comunei Makiivka
     Ucraineană (98,28%)
     Rusă (1,72%)
Conform recensământului din 2001, majoritatea populației comunei Makiivka era vorbitoare de ucraineană (98,28%), existând în minoritate și vorbitori de rusă (1,72%).